# جاك قاولد
جاك قاولد (بالإنجليزية: Jack Gould)‏ هو صحفي أمريكي، ولد في 5 فبراير 1914 في نيويورك في الولايات المتحدة، وتوفي في 24 مايو 1993 في بيركيلي في الولايات المتحدة.